# Георгий V Гуриели
Георгий V Гуриели (груз. გიორგი V გურიელი; fl. 1726—1788) — представитель грузинского владетельного рода Гуриели и правитель Гурии, княжества в западной Грузии, с 1756 по 1758 год, а также с 1765 по 1771 год и с 1776 по 1788 год.

## Биография
Георгий V Гуриели был сыном Георгия IV и младшим братом Мамии IV Гуриели. Он был в 1756 году возведён на княжеский престол Гурии имеретинским царём Соломоном I вместо Мамии IV, который ранее был вовлечён в восстание против Соломона I, произошедшее четырьмя годами ранее. Мамия IV сумел убедить кахетинского царя Ираклия II и османского пашу Ахалцихе помочь ему вернуть трон, и Георгий V был свергнут в его пользу. В 1765 году Хасан-паша Ахалцихе, в ответ на участие Мамии IV в антиосманских начинаниях Соломона I, восстановил Георгия V на троне в Гурии. Затем Георгий присоединился к царевичу Теймуразу, претенденту на имеретинский престол, и князю Рачи в финансируемом османами восстании против Соломона I, но они потерпели поражение в битве при Чхари в 1768 году.
В 1770 году Соломон I воспользовался шедшей Русско-турецкой войной 1767—1774 годов, переправился в Гурию, где разгромил османские войска, шедшие из Батуми в Имеретию, и в 1771 году сверг Георгия V в пользу Мамии IV. Лишь в 1776 году Георгий V, воспользовавшись всё более ухудшающимися отношениями между Соломоном I и Мамией IV, организовал заговор против своего брата и вновь захватил власть в Гурии. Затем он примирился с Соломоном I и в 1784 году присоединился к нему в его походе против контролируемых османами Нижней Гурии и Аджарии, когда-то принадлежавших роду Гуриели. В марте 1784 года их кампания закончилась катастрофой для грузинских правителей, в результате чего Гурия навсегда потеряла область Кобулети, отошедшую к Османской империи. Позже в том же году, после смерти Соломона I, Георгий V Гуриели поддержал Давида II в борьбе за корону Имеретии и сражался с поддерживаемым османами претендентом, князем Кайхосро Абашидзе. Георгий V правил Гурией ещё несколько лет до 1788 года, когда он, уже ослабленный и уставший от политической нестабильности в своем княжестве, отрёкся от престола в пользу своего старшего сына Симона II Гуриели.

## Семья
Георгий V Гуриели был женат на Мариам (ум. около 1779), возможно дочери имеретинского царя Александра V. У него было шестеро детей:
- Симон II Гуриели (ум. 1792), князь Гурии;
- Вахтанг II Гуриели (ум. 1814 или 1825), князь Гурии;
- Кайхосро IV Гуриели (ум. 1829), князь Гурии (1792—1809);
- Леван, был женат на княгине Елизабед Анчабадзе;
- Агата (fl. 1837), была замужем за князем Александре Мачутадзе, а затем за князем Давитом Микеладзе;
- Давит (ум. около 1833), был женат на княгине Елене, дочери мегрельского князя Григола Дадиани. В 1820-е годы он был активным противником русского владычества над Гурией и умер в изгнании в Османской империи. Два сына Григола, Григол (1819—1892) и Леван (1824—1888), дослужились до генералов в русской армии. Он был предком сохранившейся линии династии Гуриели[2].